# Vitaliano Gemelli
Vitaliano Gemelli (Catanzaro, 27 giugno 1946) è un politico italiano.

## Biografia
Nel 1999 è candidato dai Cristiani Democratici Uniti come presidente della provincia di Reggio Calabria, ottenendo il 4,7% dei voti. Contestualmente è candidato anche alle elezioni europee nelle liste del CDU, venendo eletto europarlamentare nella circoscrizione Italia meridionale. A Strasburgo ha fatto parte della Commissione per lo sviluppo e la cooperazione e della Commissione Esteri, inoltre ha ricoperto il ruolo di Presidente della Commissione Parlamentare per le Petizioni. Da fine 2002 - dopo lo scioglimento del CDU - rappresenta l'UDC. Termina il proprio mandato all'Europarlamento nel 2004.
Dal 2000 al 2008 è stato vice-presidente dell'Unione nazionale per la lotta contro l'analfabetismo, dal giugno 2008 ne è diventato presidente nazionale.